# Paracupes svitkoi
Paracupes svitkoi is een keversoort uit de familie Cupedidae. De wetenschappelijke naam van de soort is voor het eerst geldig gepubliceerd in 2003 door Lubkin.